# 建築模型製作講座
建築模型製作講座（けんちくもけいせいさくこうざ）とは、がくぶん（旧：がくぶん総合教育センター）の手掛ける建築模型製作の技術を養成するための通信制の講座である。
他社でも、類似した通信講座は存在する。（2009年、現在）

## 概要
通信教育の会社、がくぶんの手掛ける建築模型製作の技術を養成するための通信制の講座である。
またの名は「建築模型製作技能講座」である。
課題を送付し添削を繰り返すことで進めていくき、
すべての課題を終了すると建築模型士プライマリーの資格を認定される。

## 特徴
解説DVD付きのDVDコースが存在する。受講期間は6ヶ月とされているが、有料で延長可能である。
また、上級者コースが設けられているが、その存在は伏せられている。
建築模型士プライマリーを取得、または同社から取得の見込みがあるとされたものは、2級認定試験を受験できる。
本試験で80点から95点未満の者は不合格となるが3級を認定される。95点以上なら合格で2級を認定される。
建築模型士2級を認定された者は、仕事の斡旋を請けられると謳われているが詳細や真偽は不明である。
試験の実施は年4回で在宅受験である。（受付、受験期間は非公開。一回8400円材料費込み）（2009年、現在）

## 仕事の斡旋
建築模型士2級を認定された者は、
（がくぶんグループ傘下の）日本職能開発振興会に所属する「建築模型製作」の専門部門に（希望者に限り）在宅協力者として登録し、模型製作の仕事が斡旋される

## 認定資格
- 建築模型士プライマリー
- 建築模型士3級
- 建築模型士2級
- 建築模型士1級

## 問題点
- 本講座の背後に上級者コースというものが存在するが、ホームページ上や無料請求の資料では明かされていない（2009年、現在）